# 333241 Chugg
333241 Chugg è un asteroide della fascia principale. Scoperto nel 2005, presenta un'orbita caratterizzata da un semiasse maggiore pari a 2,655493 UA e da un'eccentricità di 0,073347, inclinata di 4,006051° rispetto all'eclittica.
Jason A. Chugg è un agricoltore, imprenditore edile e pilota americano. Ha collaborato alla missione di recupero campioni di asteroidi OSIRIS-REx, collaborando con lo Utah Test and Training Range.